# 路边威惠庙
路边威惠庙，位于中华人民共和国福建省漳州市芗城区天宝镇路边村。元延祐六年（1319年）始建，清乾隆五十二年（1787年）由迁台的路边村韩氏族人台湾布政使理问韩熙文带领在台族亲倡修。面阔三间，前后三进，分别供奉开漳圣王、观音佛祖、韩氏先祖等。附属文物主要有元延祐六年（1319年）樟木雕跌坐观音，元泰定三年（1326年）出水石莲花等。2009年11月16日公布为第七批福建省文物保护单位。